# Krbava (wieś)
Krbava – wieś w Chorwacji, w żupanii licko-seńskiej, w gminie Udbina. W 2011 roku liczyła 37 mieszkańców.